# Bele Jansson
Bror Bertil (Bele) Matteus Jansson, född 13 november 1915 i Tösse med Tydje församling, Älvsborgs län, död 21 december 1984 i Martin Luthers församling, Hallands län, var en svensk militär.

## Biografi
Jansson avlade officersexamen vid Krigsskolan 1937 och utnämndes samma år till fänrik vid Hallands regemente, där han befordrades till löjtnant 1939 och till kapten 1945. Åren 1948–1950 studerade han vid Krigshögskolan, varpå han var aspirant till Generalstabskåren 1950–1952 och inträdde i Generalstabskåren 1952. Han befordrades 1954 till major i Generalstabskåren, gjorde stabstjänstgöring 1954–1955 och tjänstgjorde vid Livregementets grenadjärer 1955–1957. Han var 1957–1961 stabschef hos infanteriinspektören i Arméstaben, 1958 befordrad till överstelöjtnant. Åren 1959–1961 var han ledamot av militära arbetstidsdelegationen. Han var 1961–1963 chef för Infanteriets kadettskola (den 1 januari 1962 namnändrad till Infanteriets kadett- och aspirantskola). År 1963 befordrades han till överste i Generalstabskåren, varefter han var stabschef vid staben i VI. militärområdet 1963–1966 och chef för Norrbottens regemente 1966–1971. Jansson befordrades 1971 till överste av första graden och var 1971–1976 chef för Armésektionen vid staben i Övre Norrlands militärområde.

## Utmärkelser
- Riddare av första klass av Svärdsorden, 1955.[7]
- Kommendör av Svärdsorden, 6 juni 1967.[8]
- Kommendör av första klass av Svärdsorden, 5 juni 1971.[9]